# Karmelietenklooster (Geraardsbergen)
Het Karmelietenklooster (later: Jozefietencollege) is een klooster in de Oost-Vlaamse plaats Geraardsbergen, gelegen aan de Karmelietenstraat 57.

## Geschiedenis
Hier, aan de Dender, stond het Kasteel ter Gracht dat deel uitmaakte van de verdedigingsgordel van Geraardsbergen. 12e-eeuwse fundamenten van dit kasteel werden in 1971 opgegraven in de kloostertuin.
In 1466 schonk kasteelvrouwe Maria van der Gracht het kasteel aan de Geschoeide Karmelieten. In 1514 kwam een kerk tot stand en in 1548 een klooster. In 1578, tijdens de godsdiensttwisten, werd het klooster verwoest en daarna weer herbouwd. In 1717 werd een nieuwe kerk gebouwd. In 1796 werd het klooster verkocht maar een jaar later kwam het weer in bezit van de Karmelieten. Dezen verkochten het in 1818 aan de pas opgerichte congregatie der Jozefieten. Gedurende de 19e en 20e eeuw vonden er diverse verbouwingen en uitbreidingen plaats.

## Gebouw
De kloosterkerk is de Sint-Jozefkerk waarvan de voorgevel in 1889 werd herbouwd in barokke stijl. Het kerkmeubilair is in Lodewijk XV-stijl.
Achter de kerk ligt het klooster uit de 1e helft van de 19e eeuw, met enkele tot de 18e eeuw teruggaande delen. De kloostergebouwen zijn rond een vierkante binnenplaats gegroepeerd.